# Ixmiquilpan (kommun)
Ixmiquilpan är en kommun i Mexiko.   Den ligger i delstaten Hidalgo, i den sydöstra delen av landet, 120 km norr om huvudstaden Mexico City.
Följande samhällen finns i Ixmiquilpan:
- Ixmiquilpan
- Panales
- El Nith
- Taxadho
- El Barrido
- Cantinela
- Colonia General Felipe Ángeles
- El Carrizal
- El Durazno
- Colonia el Mirador
- El Tablón
- La Estación
- El Deca
- Colonia la Libertad
- El Espino
- Capula
- Nequeteje
- Colonia Lázaro Cárdenas
- Botenguedho
- El Valante
- Vázquez
- El Olivo
- La Loma
- El Banxu
- Villa de la Paz
- La Loma de la Cruz
- Paredes
- Ex-Hacienda Debodhe
- La Palma
- Los Pinos
- Pozo el Mirador
- El Puerto de Bangandhó
- El Boye
- Taxthó
- El Huacri
- Naxthéy
- López Flores
- Chalmita
- Colonia Independencia
- Huapilla
- Vista Hermosa
- Agua Florida
- Gundho
- Santa Ana
- Ustheje
- El Nogal